# Kybos virgator
Kybos virgator är en insektsart som först beskrevs av Ribaut 1933.  Kybos virgator ingår i släktet Kybos och familjen dvärgstritar. Arten är reproducerande i Sverige. Inga underarter finns listade i Catalogue of Life.